# Petr Konvalinka
Petr Konvalinka (* 18. října 1960 Most) je český statik, materiálový inženýr a vysokoškolský pedagog, vedoucí Experimentálního centra Fakulty stavební a v letech 2014 až 2018 rektor ČVUT v Praze. Od října 2018 je předsedou Technologické agentury ČR.

## Život
Po absolvování kadaňské střední školy stavební studoval dále (od roku 1979) na Stavební fakultě pražského Českého vysokého učení technického. Dokončil ji v roce 1984, ale ještě během vysokoškolských studií absolvoval roční kurz na Českém báňském úřadu zaměřený na konstrukce při odstřelech. Následně začal na stavební fakultě pracovat na katedře stavební mechaniky. Nejprve jako asistent, následně coby odborný asistent. V roce 1994 obhájil svou disertační práci a získal doktorský titul v oboru „Mechanika tuhých a poddajných těles a prostředí“, o osm let později se habilitoval pro obor „Teorie stavebních konstrukcí a materiálů“ a za dalších šest let (roku 2008) byl prezidentem republiky Václavem Klausem jmenován profesorem v oboru „Teorie stavebních konstrukcí a materiálů“. Mezi lety 1986 a 1987 postgraduálně vystudoval pedagogiku a psychologii na ČVUT a od roku 2005 vede Experimentální centrum na Stavební fakultě ČVUT. Je též autorizovaným inženýrem pro obor Statika a dynamika konstrukcí.
Od roku 2005 byl Konvalinka předsedou Akademického senátu Českého vysokého učení technického. V roce 2009 neúspěšně kandidoval na děkana Stavební fakulty, kdy ho porazila profesorka Alena Kohoutková, jež se tak stala první děkankou této fakulty v její historii. O čtyři roky později kandidoval na rektora ČVUT a v této volbě uspěl, když porazil Vojtěcha Petráčka, dosavadního prorektora. V rektorské funkci vystřídal Václava Havlíčka, jemuž skončilo druhé volební období a nemohl již dále kandidovat. Sám pak funkci rektora vykonával po dobu čtyř let, během nichž dvakrát čelil neúspěšné snaze o své odvolání. V řádných volbách v roce 2017, v nichž kandidoval na své druhé funkční období, ale neuspěl a rektorem se tak od února 2018 stal Vojtěch Petráček.
V září 2018 byl jmenován novým předsedou Technologické agentury ČR, a to s účinností od 1. října 2018.
Mladším bratrem Petra je biochemik a prorektor Univerzity Karlovy Jan.

## Dílo
Autorsky nebo spoluautorsky se podílel na pěti skriptech své vysoké školy a přispíval také na české i zahraniční konference. Na vyzvání uskutečnil několik přednášek na zahraničních univerzitách (v Německu, Spojeném království, Spojených státech amerických, Číně a Indii). Je spoluautorem patentů a užitných vzorů. Autorsky se podílel na několika vybudovaných konstrukcích jak v České republice, tak v zahraničí (například rozhledna Hradišť u obce Kadlín, lávka pro pěší v Berouně nebo tři mosty na britské dálnici spojující Gatwick s Londýnem).